# Bohúňovo
Bohúňovo (węg. Lekenye)– wieś (obec) na Słowacji położona w kraju koszyckim, w powiecie Rożniawa. Znajduje się w pobliżu granicy słowacko-węgierskiej, w dolinie rzeki Slaná między płaskowyżami Krasu Słowackiego (Slovenský kras).
Pierwsze wzmianki o miejscowości pochodzą z roku 1243. 
Według danych z dnia 31 grudnia 2012, wieś zamieszkiwało 285 osób, w tym 148 kobiet i 137 mężczyzn.
W 2001 roku rozkład populacji względem narodowości i przynależności etnicznej wyglądał następująco:
- Słowacy – 11,56%
- Romowie – 0,94%
- Ukraińcy – 0,31%
- Węgrzy – 87,19%

Ze względu na wyznawaną religię struktura mieszkańców kształtowała się w 2001 roku następująco:

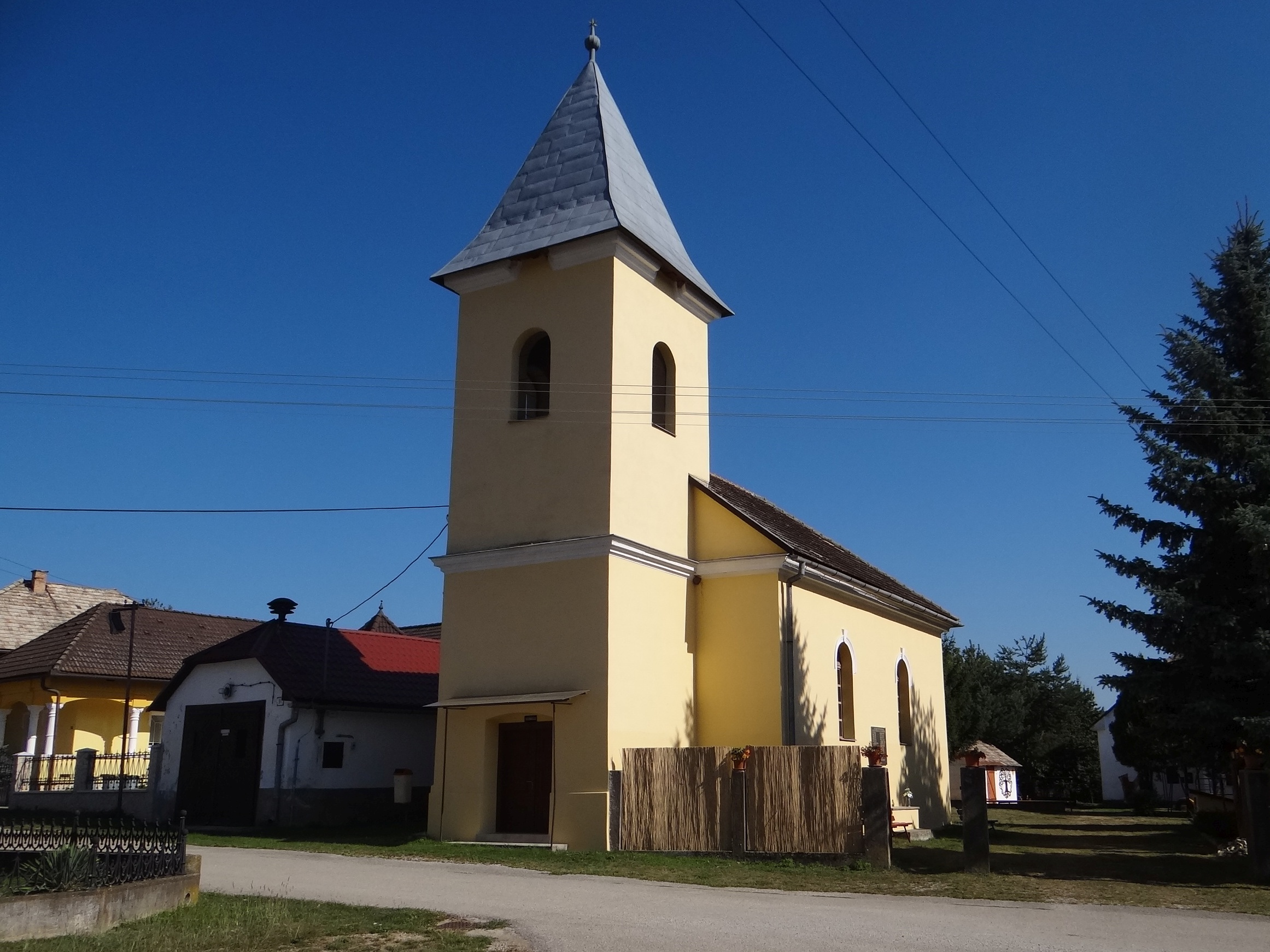
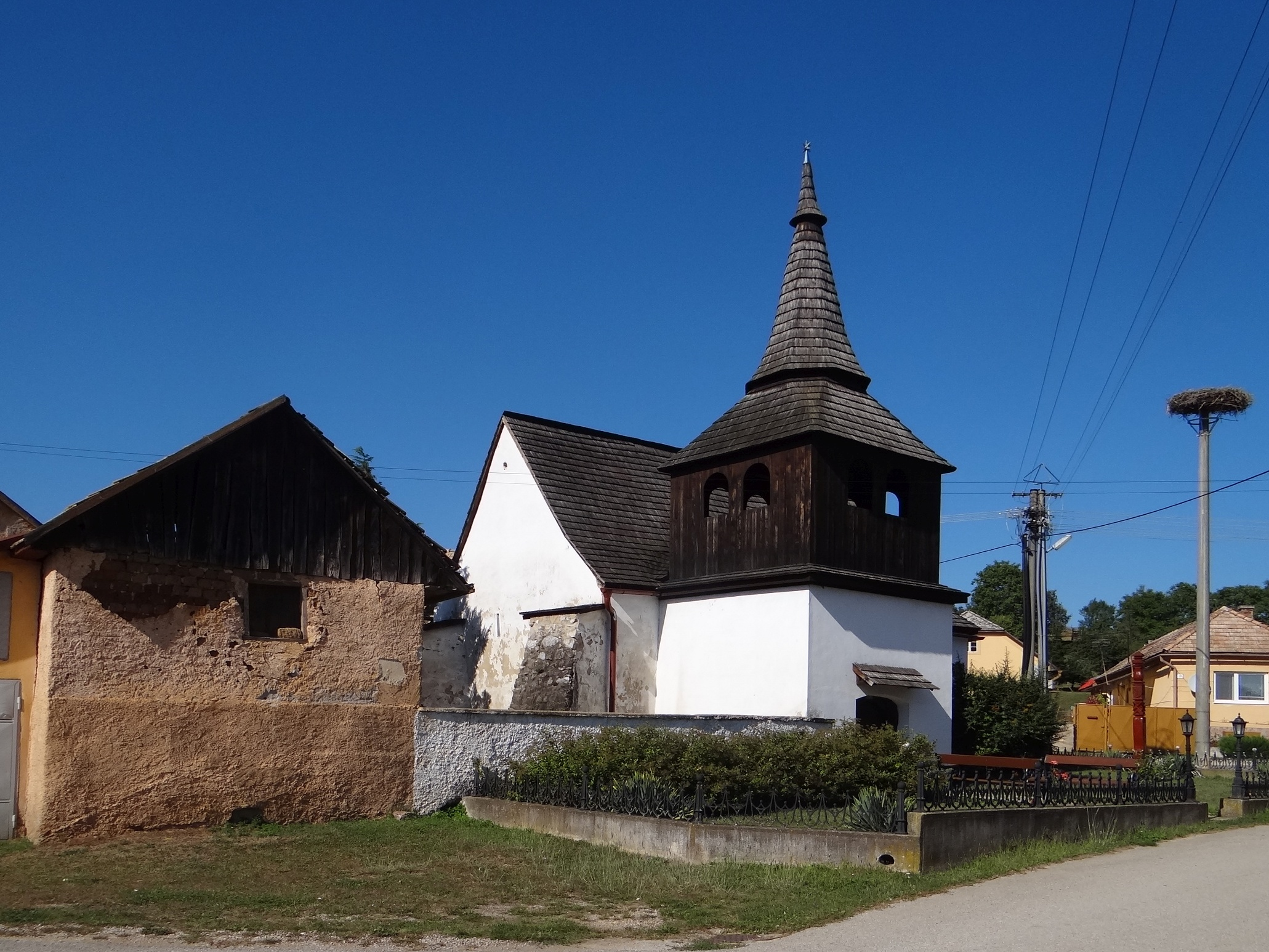
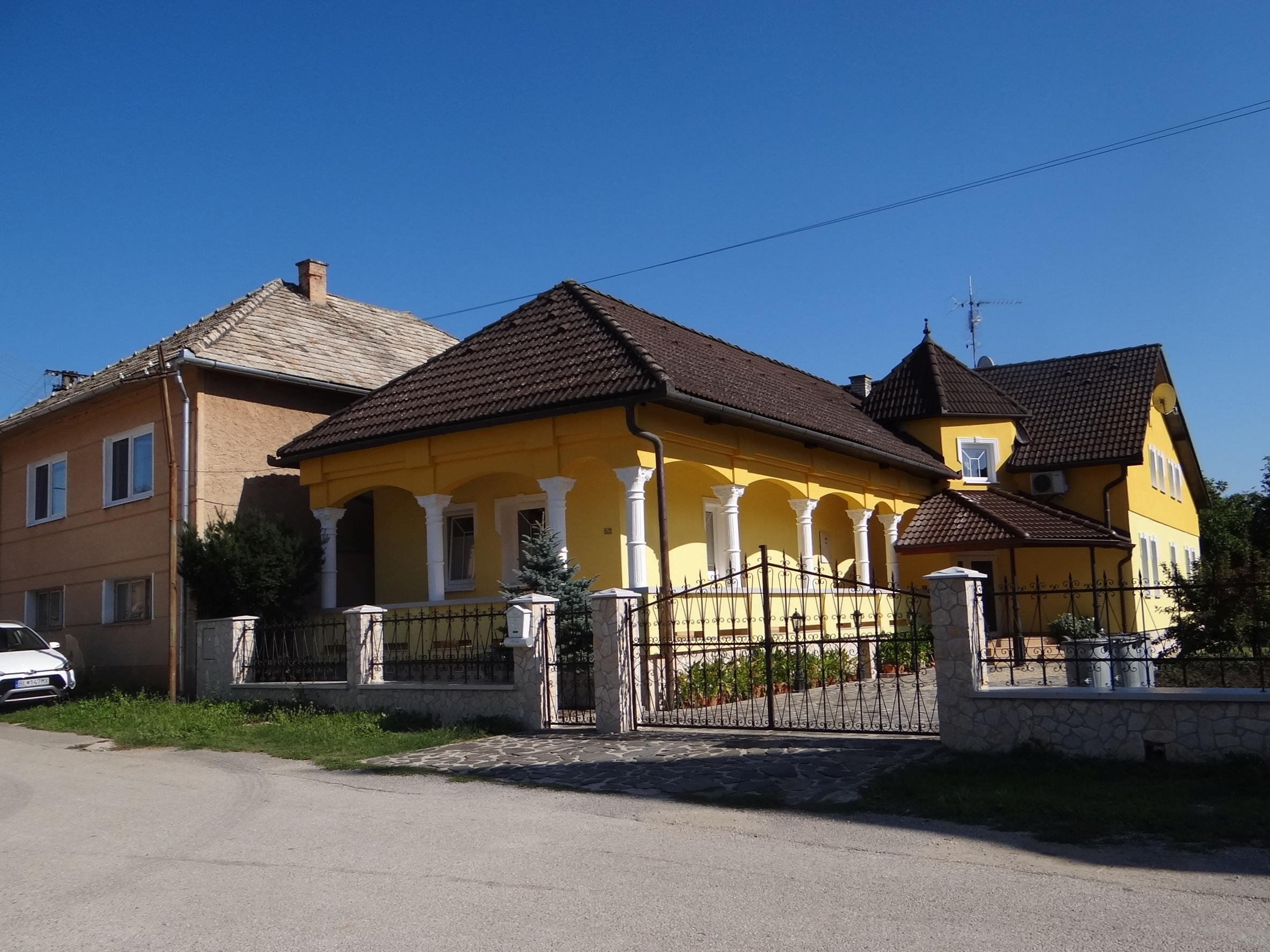

- Katolicy rzymscy – 34,38%
- Grekokatolicy – 0,63%
- Ewangelicy – 35%
- Ateiści – 6,56%
- Nie podano – 0,94%